# البراني
قرية البرانى هي إحدى القرى التابعة لمركز طامية في محافظة الفيوم في جمهورية مصر العربية. حسب إحصاءات سنة 2006، بلغ إجمالي السكان في البرانى 1413 نسمة، منهم 734 رجل و679 امرأة.